# 奇西島
奇西島（Chisi Island）是非洲東南部國家馬拉維的島嶼，位於該國第二大湖泊奇爾瓦湖西岸，由松巴縣負責管轄，三分之一居民從事農業，識字率為87%，1998年人口約1,500。
15°20′S 35°37′E / 15.333°S 35.617°E